# Островский, Рышард
Рышард Островский (пол. Ryszard Ostrowski; род. 6 февраля 1961, Познань) — польский легкоатлет, специалист по бегу на средние дистанции. Выступал за сборную Польши по лёгкой атлетике в 1979—1994 годах, двукратный чемпион Всемирных Универсиад, победитель турнира «Дружба-84», многократный победитель и призёр первенств национального значения, бывший рекордсмен страны в беге на 800 метров, участник летних Олимпийских игр в Сеуле.

## Биография
Рышард Островский родился 6 февраля 1961 года в городе Познань, Польша. Занимался лёгкой атлетикой в местном клубе «Олимпия».
Впервые заявил о себе на международном уровне в сезоне 1979 года, когда вошёл в состав польской сборной и выступил на юниорском европейском первенстве в Быдгоще, где в зачёте бега на 800 метров дошёл до стадии полуфиналов.
Будучи студентом, в 1981 году представлял Польшу на Всемирной Универсиаде в Бухаресте — в дисциплине 800 метров вновь дошёл до полуфинала.
В 1983 году выиграл 800-метровую дистанцию на Всемирной Универсиаде в Эдмонтоне. Был заявлен на впервые проводившийся чемпионат мира по лёгкой атлетике в Хельсинки, но в итоге на старт здесь не вышел.
Рассматривался в качестве кандидата на участие в летних Олимпийских играх в Лос-Анджелесе, однако Польша вместе с несколькими другими странами восточного блока бойкотировала эти соревнования по политическим причинам. Вместо этого Островский выступил на альтернативном турнире «Дружба-84» в Москве — в беге на 800 метров пересёк финишную черту одновременно с кубинцем Альберто Хуантореной и разделил с ним первое место. В эстафете 4 × 400 метров вместе с соотечественниками Робертом Ксеняком, Ришардом Шпараком и Анджеем Стемпенем показал пятый результат.
В 1985 году одержал победу на Всемирной Универсиаде в Кобе, установив при этом свой личный рекорд на дистанции 800 метров — 1:44.38 (на то время — национальный рекорд Польши).
В 1986 году в той же дисциплине стал четвёртым на Играх доброй воли в Москве и пятым на чемпионате Европы в Штутгарте.
В 1987 году бежал 800 метров на чемпионате мира в Риме, финишировал в финале четвёртым.
Благодаря череде успешных выступлений в 1988 году удостоился права защищать честь страны на Олимпийских играх в Сеуле — в программе бега на 800 метров дошёл до четвертьфинала.
В 1990 году стартовал на чемпионате мира в Сплите, остановился в полуфинале 800-метровой дистанции.
Завершил спортивную карьеру по окончании сезона 1994 года.
Впоследствии проявил себя на тренерском поприще. Его сын Артур Островский тоже добился определённых успехов в лёгкой атлетике, выступал за сборную Польши на нескольких крупных международных стартах.